# Трејси Марин Андет
Трејси Марин Андет (енгл. Tracy Marine Andet; 4. октобар 2005) централноафричка је пливачица и олимпијка чија ужа специјалност су спринтерске трке слободним стилом. 

## Спортска каријера
Трејси је са такмичењима на међународној сцени почела током 2024. године, а званичан деби је имала на Светском првенству у катарској Дохи где се такмичила у трци на 50 слободно, коју је окончала на скромном 105. месту. Два месеца касније наступила је и на Афричком првенству у Луанди где је у трци на 50 метара слобосним стилом успела да значајно поправи лични рекорд.
Захваљујући специјалној позивници учествовала је и на Олимпијским играма у Паризу исте године.   
У Паризу је пливала у квалификацијама трке на 50 метара слободним стилом. Наступила је у првој квалификационој групи где је пливала у стази 6, и са временом од 34,95 секунди заузела је четврто место у својој квалификационој групи, односно укупно 76. место у конкуренцији 79 такмичарки.